# Бишкекский троллейбус
Бишкекский троллейбус (кирг. Бишкек троллейбусу) — закрытая троллейбусная система Бишкека. Действовала с 13 января 1951 года по 4 ноября 2024 года. Первая троллейбусная система в Кыргызстане и третья (после Алма-Аты и Ташкента) в Центральной Азии. 

## История
- Решение о строительстве троллейбусной системы во Фрунзе было принято Советом Министров Киргизской ССР 13 августа 1946 года. Тогда Фрунзенский городской Совет трудящихся утвердил проект первой очереди троллейбусной системы. 29 июля 1946 года началось строительство троллейбусного парка. 13 января 1951 года  была запущена первая очередь. Протяжённость линий составляла 8,4 км. Четыре троллейбуса МТБ-82 открыли движение по двум маршрутам: № 1 «Железнодорожный Вокзал — Улица Свердлова» (сейчас ул. Уметалиева) и № 2 "Ж/д Вокзал — Проспект Сталина»  (позже проспект Ленина, потом Ленинский проспект, сейчас пр. Чуй). Троллейбусы имеют двухзначную нумерацию.
- Уже к 1952 года длина троллейбусных линий составила 17,4 километра, был сдан в эксплуатацию Первый троллейбусный парк. В последующие годы троллейбусная сеть расширяется.
- С 1965 года троллейбусы МТБ-82 заменяются на ЗиУ-5 и его модификации. В связи с ростом числа троллейбусов до трехзначных значений, вводится трехзначная нумерация.
- С 1972 года начинается поставка модернизированных троллейбусов — ЗиУ-682Б.
- В 1976 году в связи с исчерпанием ресурсов размещения подвижного состава был построен Второй троллейбусный парк. В связи с этим вводится четырехзначная нумерация. Первая цифра означает номер парка, эксплуатирующего троллейбус, остальные цифры – порядковый номер троллейбус. Нумерация сквозная, т. е. троллейбусы нумеруются в порядке прибытия, а не отдельно для каждого парка.
- В 1984 году начинают поступать троллейбусы ЗиУ-682В, а также различные модификации данной модели.
- С 1991 года в городе начинают эксплуатироваться троллейбусы марки ЗиУ-682Г [Г00].
- Примерно к концу 80 – нач. 90 гг. XX века был достигнут апогей развития троллейбусной системы. Город обслуживало 18 маршрутов, общая протяженность которых составляла 232 км, действовало 18 преобразовательных подстанций с установленной мощностью 43 тыс. кВт, 204 км контактных сетей однопутном исчислении и 128 км кабельных сетей. Но несмотря на то, что осуществлялись поставки новых троллейбусов и проводился капитальный ремонт старых машин, численность маршрутов и подвижного состава начали сокращаться. Причины — резкий экономический спад после распада СССР, а в связи с этим —  подорожание запасных частей, электричества и ГСМ, ощутимое снижение заработной платы сотрудникам троллейбусного хозяйства, в результате чего возник дефицит кадров. К тому же, возникла сильная конкуренция со стороны маршрутных такси.
- В Бишкек троллейбусы поставлялись: 
  - в 1993 — 1994 гг.: ЗиУ-682Г [Г00] — 34 единицы, ЗиУ-683В01 — 3 единицы, ЗиУ-683В [В00] — 2 единицы;
  - в 2001 году: ЗиУ-682Г-018 [Г0Р] — 24 единицы (на грантовые средства, предоставленные Японским правительством);
  - в 2003 году: (ЗиУ-682Г-018 [Г0Р] — 8 единиц (на грантовые средства, предоставленные Японским правительством);
  - в 2009 году: БКМ-321 — 10 единиц, БКМ-32102 — 11 единиц (на кредитные средства  Европейского банка реконструкции и развития (ЕБРР));
- В 2009 году, в связи со значительным сокращением подвижного состава, закрывается Троллейбусный парк №2. Оставшийся подвижной состав передается в троллейбусный парк №1.
  - в 2013 — 2015 гг.: ЗиУ-682Г-016.05 — 44 единицы,  ВМЗ-5298.01-50 «Авангард» – 35 единиц (на кредитные и грантовые средства ЕБРР) общей суммой в 16,5 млн. евро). Поставки последних затянулись из-за противоречий Бишкекского троллейбусного управления, ЕБРР и ОАО «Транс-Альфа», (ВМЗ).  В 2013 году поставлено 15 единиц, в 2014 году — 15, в 2015 году –  5 единиц.
- В связи с поступлением значительного количества подвижного состава, в 2013 году вновь открывается троллейбусный парк №2.
  - В 2018 году осуществляется поставка партии из 52 единиц: ТролЗа-5275.03 «Оптима» — 37 единиц, БКМ-321 — 15 единиц (на кредитные и грантовые средства общей суммой в 7,9 млн. евро, предоставленные ЕБРР).
- Также выполняется капитальный ремонт старых машин силами троллейбусных парков и АО «Токмакский авторемонтный завод №2». За период 1994 — 2015 годов отремонтировано более двухсот троллейбусов.
- По сей день, несмотря на большое количество сравнительно нового ПС в Троллейбусном управлении, по-прежнему наблюдается дефицит кадров, в частности, водителей и ремонтников ПС. Основной причиной сложившейся ситуации является низкая заработная плата сотрудникам хозяйства.
- В сентябре 2018 года по просьбе граждан, живущих на улице Интергельпо, а также граждан, посещающих социальные учреждения расположенные там, было принято решение о продлении маршрута №10 от улицы Фучика до улицы Интергельпо с оборотом через конечную станцию «Завод Фрунзе». Для продления потребовалась организация строительства контактной сети по улице Димитрова (Московской), длиной 800 метров в прямом направлении, и столько же — в обратном, для организации парковых рейсов. Линия была открыта 1 ноября 2018 года. Кроме того, на пересечении улиц Интергельпо и Димитрова организована развязка контактной сети для возможности проезда троллейбусов по всем направлениям. В результате продления маршрут №10 «охватил» еще 1 квартал в своем обороте вокруг Ошского рынка, проезжая через улицы Димитрова и Интергельпо.
- На начало 2024 года в городе действовало 10 маршрутов[1].

### Закрытие
С мая 2024 года администрацией Бишкека готовился план закрытия троллейбуса в городе. Основная причина — моральная устарелость парка и инфраструктуры, «портящей внешний вид города». Устаревшую троллейбусную систему запланировали заменить электробусами от китайской компании Ankai в количестве 120 штук. Троллейбусы, оборудование и объекты инфраструктуры планируется передать в другие города Кыргызстана, имеющие троллейбусные системы.
19 июня 2024 года начался демонтаж контактной сети в городе, первой ликвидированной троллейбусной линией стала линия на улице Байтик Баатыра. В июле мэр города Айбек Джунушалиев сообщил, что в Бишкеке полностью уберут троллейбусы.
В сентябре 2024 года прекратило работу депо № 2, депо отрезано от основной сети. Началась передача троллейбусов в другие города, среди которых Нарын и Ош.
Последним днём работы троллейбуса в Бишкеке стало 4 ноября 2024 года.
В ночь с 4 на 5 ноября начался демонтаж контактной сети на улице Анкара. Тогда же часть троллейбусов вывезена на территорию одного из предприятий. В троллейбусных парках началось переоборудование инфраструктуры под обслуживание электробусов.
К январю 2025 года на территории депо № 2 демонтирована контактная сеть.

## Начальники
- Конников Дмитрий Анисимович (1951 – 1953)
- Бурмин Исай Семёнович (1953 – 1964)
- Джаныбеков, Камчибек Джаныбекович (1973 – 2006)
- Уметов Муратбай Каратаевич (2006 – 2008)
- Милицкий Геннадий Андреевич (2008 – 04.12.2015)
- Мадылбек Абдразаков (04.12.2015 – 23.03.2016)
- и.о. директора Милицкий Геннадий Андреевич (23.03.2016 – 2017)
- Омурзаков Артур (2017 – 10.12.2020)
- Капаров Талантбек Ташиевич (17.12.2020 — до закрытия)

## Бывшие маршруты

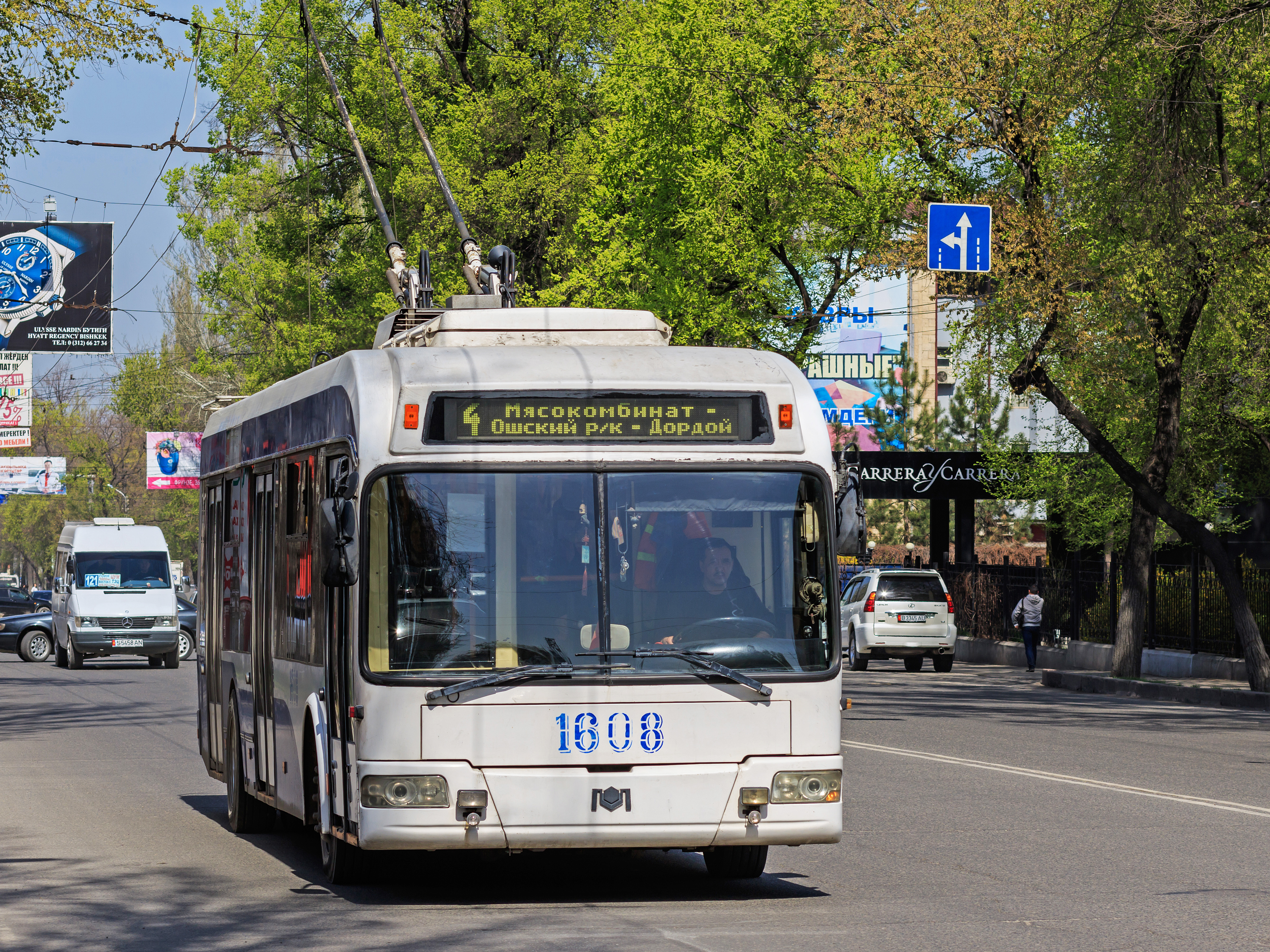
Троллейбус БКМ-32102 № 1608 на улице Юсупа Абдрахманова

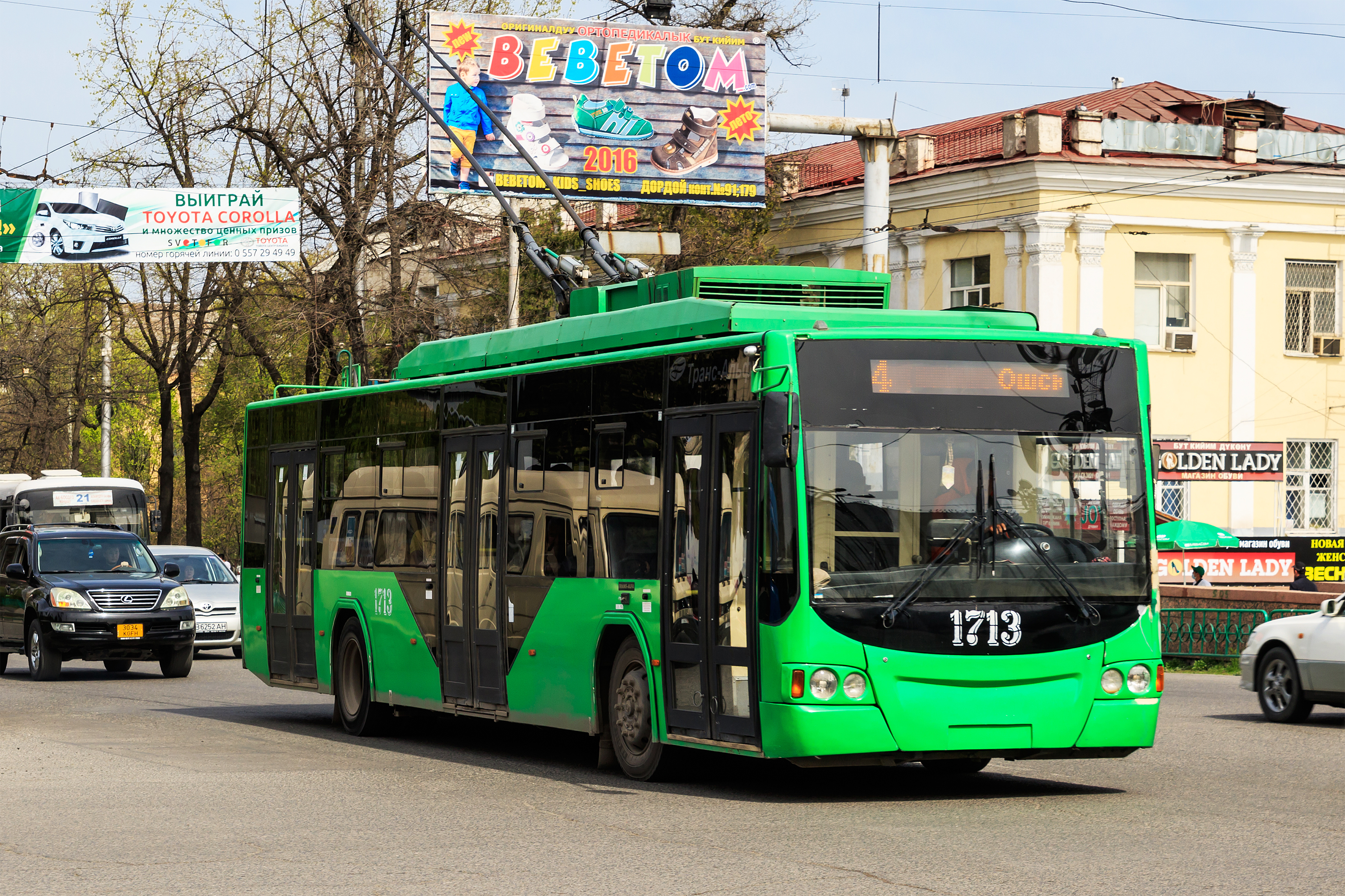
Троллейбус ВМЗ-5298.01-50 «Авангард» № 1713 на улице Юсупа Абдрахманова около ЦУМа

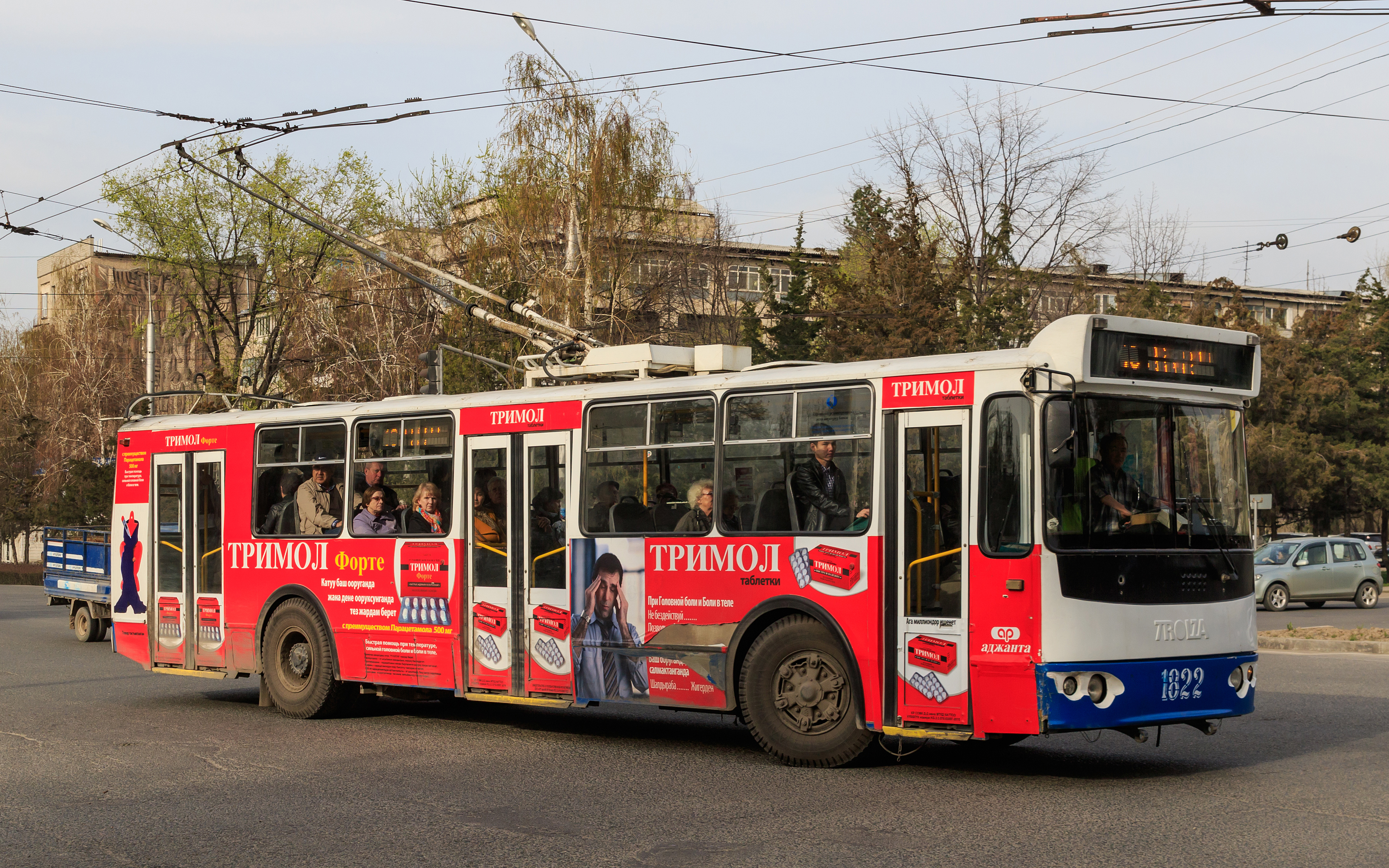
Троллейбус ЗиУ-682Г-016.05 № 1822 на пересечении улиц Юсупа Абдрахманова и Аалы Токомбаева (Южная магистраль), около парка Победы.

| №  | Действующая схема | Парк обслуживания |
| -- | --- | ----------------- |
| 1  | Микрорайон «Асанбай» — Депо-2 (через остановку «Микрорайон «Тунгуч»»)                                                      | № 2               |
| 2  | Завод Фрунзе — Микрорайон «Аламедин-1»                                                                                     | № 1               |
| 3  | Завод Фрунзе — Микрорайон «Аламедин-1» (через Московскую улицу, улицу Абдрахманова, проспект Чуй, проспект Шабдан Баатыра) | № 1               |
| 4  | Мясокомбинат (Ошский рынок) — Кожзавод (Рынок «Дордой»)                                                                    | № 1               |
| 5  | Микрорайон «Джал», жилмассив «Арча-Бешик» — Микрорайон «Тунгуч»                                                            | № 2               |
| 6  | Западный (новый) автовокзал — 8-й микрорайон                                                                               | № 2               |
| 7  | Жилмассив «Ак-Орго», школа № 77 — Микрорайон «Тунгуч»                                                                      | № 1               |
| 8  | Жилмассив «Ак-Орго», школа № 77 — Микрорайон «Аламедин-1»                                                                  | № 1               |
| 9  | Институт земледелия — Военный городок                                                                                      | № 1, № 2          |
| 10 | Микрорайон «Асанбай» — Завод Фрунзе                                                                                        | № 1               |
| 11 | Микрорайон «Джал», жилмассив «Арча-Бешик» — Западный (новый) автовокзал                                                    | № 1               |
| 12 | 6-й микрорайон — Завод Фрунзе                                                                                              | № 2               |
| 13 | Микрорайон «Асанбай» — Микрорайон «Тунгуч»                                                                                 | № 2               |
| 14 | Микрорайон «Джал», жилмассив «Арча-Бешик» — Киркомстром                                                                    | № 1               |
| 15 | Микрорайон «Асанбай» — Микрорайон «Аламедин-1»                                                                             | № 2               |
| 16 | Жилмассив «Ак-Орго», школа № 77 — Цирк                                                                                     | № 1               |
| 17 | Кожзавод (Рынок «Дордой») — Микрорайон «Асанбай»                                                                           | № 2               |
| 18 | Агентство «Аэрофлота» (Старый аэропорт) — Цирк                                                                             | № 2               |

## Подвижной состав
| Модель                    | Годы эксплуатации | Количество        |
| ------------------------- | ----------------- | ----------------- |
| МТБ-82                    | 1951—1972         | —                 |
| ЗиУ-5                     | 1960—1984         | —                 |
| ЗиУ-5Г                    | 1960—1984         | —                 |
| ЗиУ-5Д                    | 1968—1987         | —                 |
| ЗиУ-682Б                  | 1972—1995         | —                 |
| ЗиУ-682В                  | 1984—2013         | —                 |
| ЗиУ-682В [В00]            | 1985—2014         | —                 |
| ЗиУ-682В1                 | 1987—2014         | —                 |
| ЗиУ-682В-012 [В0А]        | 1988—2021         | —                 |
| ЗиУ-682В-013 [В0В]        | 1989—2014         | —                 |
| ЗиУ-682Г [Г00]            | 1991—2016         | —                 |
| ЗиУ-682Г-018 [Г0Р]        | 2001—2024         | 2 служебных       |
| ЗиУ-682Г-016.05           | 2013—2024         | 44                |
| ЗиУ-683В01                | 1993—2006         | —                 |
| КТГ-1                     | 1978 — 1990-е     | —                 |
| КТГ-2                     | 1990—2024         | 1 (служебный)     |
| БКМ-321                   | 2009—2024         | 33                |
| БКМ-32102                 | 2009—2024         | 9 (1 служебный)   |
| ВМЗ-5298.01-50 «Авангард» | 2013—2024         | 34                |
| ТролЗа-5275.03 «Оптима»   | 2018—2024         | 37                |
| Всего                     | Всего             | 165 (4 служебных) |